# Kučín (Bardejov)
Kučín é um município da Eslováquia, situado no distrito de Bardejov, na região de Prešov. Tem 7,19 km² de área e sua população em 2018 foi estimada em 328 habitantes.

## Demografia
| Ano:        | 1994 | 2004   | 2014   | 2024   |
| ----------- | ---- | ------ | ------ | ------ |
| Broj ljudi: | 322  | 319    | 324    | 327    |
| Razlika:    |      | -0,93% | +1,56% | +0,92% |

| Ano:               | 2023 | 2024   |
| ------------------ | ---- | ------ |
| Número de pessoas: | 324  | 327    |
| Diferença:         |      | +0,92% |